# ホークウッド
『ホークウッド』は、トミイ大塚による日本の漫画。14世紀に実在したジョン・ホークウッドを主人公とし、ホークウッドの青年期として百年戦争を描いている。青年期以前におけるホークウッドの経歴は不明な部分も多く、クライマックスで描かれるクレシーの戦いなどは実際の歴史であるが、そこにホークウッドが関わったことは作者の創作である。
2010年8月5日より歴史マンガ専門のウェブコミック配信サイト『コミックヒストリア』（メディアファクトリー）で連載を開始した。『月刊コミックフラッパー』に2011年12月号（2011年11月5日）より移籍し、2016年1月号まで連載した。
2014年には本作コミックス6巻と、フス戦争を描いた大西巷一の『乙女戦争 ディーヴチー・ヴァールカ』（双葉社）3巻の発売を記念して「中世どっきり残酷フェア」が開催され、協力書店へのポスター掲出、それぞれの作品の見どころをまとめたチラシの配布、コミックス購入者へ抽選で両者の直筆カラー色紙のプレゼントが行われた。

## 主な登場人物

### 白鴉隊
ジョン・ホークウッド
主君や名誉のためではなく、金のために戦うことを公言して憚らない。現代人に近い感性を持っている。
おっさん顔ではあるが、20歳そこそこ。
グリフィズ
白鴉隊の新人応募に配下の者ともども応募してきた大柄のウェールズ人。ルウェリン・アプ・グリフィズの末裔を自称する。正式な名前は「グリフィズ・アプ・ダフィズ」であり、「ダフィズの子・グリフィズ」の意。
ロングボウの扱いに長ける。
パスカル
白鴉隊で副官的な立場。
ダミアン
会計などの仕事をしている。
イヴェット
白鴉隊の身の回りの世話を行う娼婦たちのリーダー格。
ソニア、カミーユ、エマ、ポリーヌ
娼婦たち。ポリーヌはまだ幼い。

### イングランド
エドワード3世
イングランド国王。エドワード（王太子）の父親。
エドワード王太子
エドワード3世の嫡男。歴史上のエドワード黒太子その人。
イングランド軍第2旅団を率いる。黒い鎧を身にまとい、自ら前線に出て戦うため、兵の士気も高い。
ジョン・チャンドス
イングランド軍の将軍。かつてはエドワード王太子の教育係を務めていた。エドワード王太子の勇猛さは認めるものの、それは将来の王たるものの戦い方ではないとたしなめる。

### フランス
フィリップ6世
フランス国王。
シャルル・ド・ヴァロア
フィリップ6世の弟。アランソン公。
リシャール・ペリエ
私設騎士団シャルトル聖騎士団の団長。フランス貴族ではあるが私生児であり領地などはない。アランソン公シャルル・ド・ヴァロアに狂信的な忠誠を誓う。
ロレーヌ公ラウル
パリに攻め上るイングランド軍第2旅団の迎撃に出る。配下からは「大将」と呼ばれ、ぶっちゃけ過ぎる発言が好感を持たれている。